# Bouxwiller (Haut-Rhin)
Bouxwiller (Duits: Buchsweiler im Oberelsaẞ) is een gemeente in het Franse departement Haut-Rhin in de regio Grand Est. De plaats maakt deel uit van het arrondissement Altkirch. Bouxwiller telde op 1 januari 2022 430 inwoners.

## Geschiedenis
De gemeente maakte voor 2015 deel uit van het kanton Ferrette tot het op 22 maart 2015 werd opgeheven en de gemeenten werden opgenomen in het kanton Altkirch.

## Geografie
De oppervlakte van Bouxwiller bedraagt 6,47 vierkante kilometer; Op 1 januari 2022 was de bevolkingsdichtheid 66,5 inwoners per km².

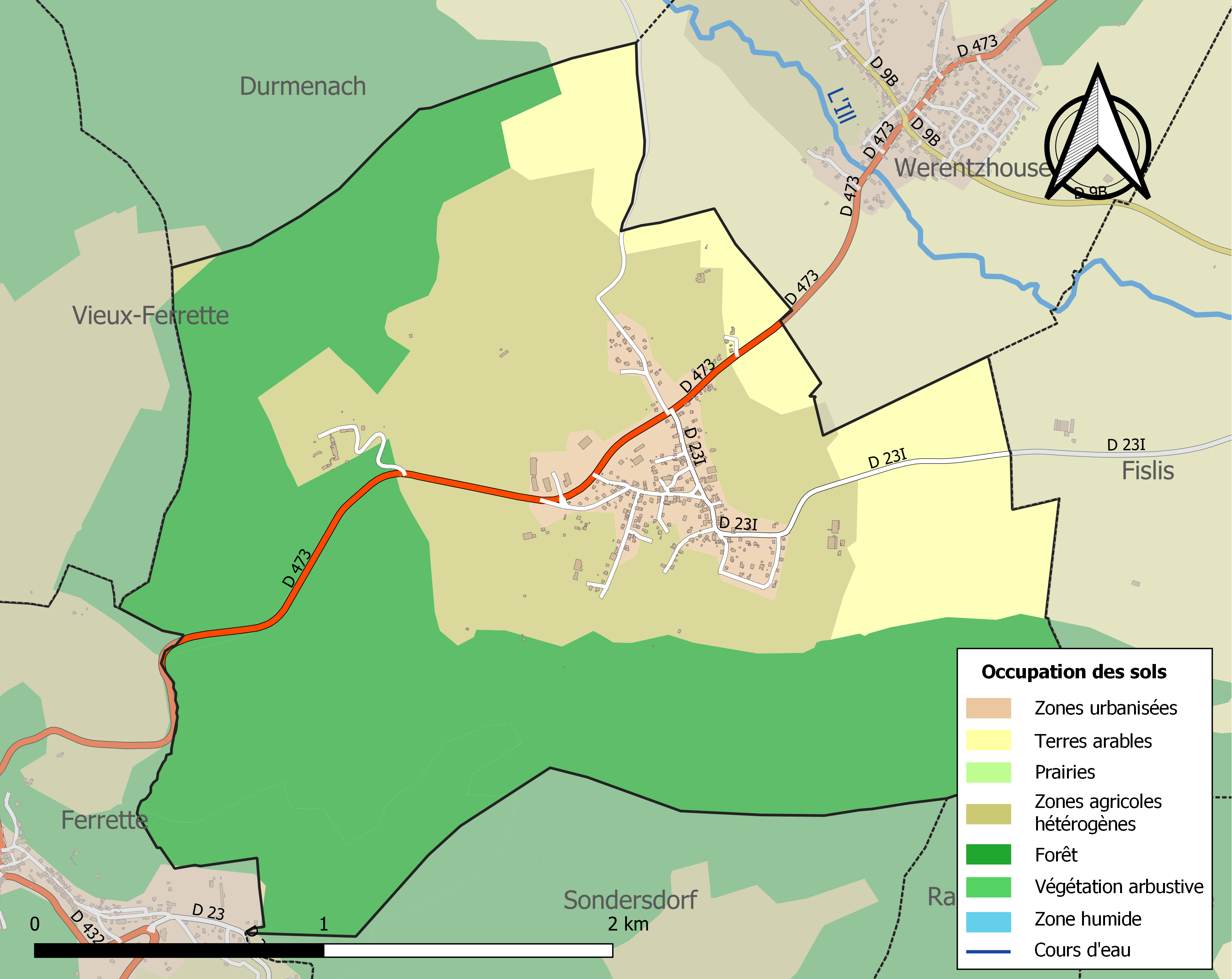
Kaart van de gemeente met de belangrijkste infrastructuur, bodemgebruik en omliggende gemeenten

## Demografie
Onderstaande figuur toont het verloop van het inwonertal.
Altkirch · Aspach · Bendorf · Berentzwiller · Bettendorf · Bettlach · Biederthal · Bisel · Bouxwiller · Carspach · Courtavon · Durlinsdorf · Durmenach · Emlingen · Feldbach · Ferrette · Fislis · Franken · Frœningen · Hausgauen · Heidwiller · Heimersdorf · Heiwiller · Hirsingue · Hirtzbach · Hochstatt · Hundsbach · Illfurth · Illtal · Jettingen · Kiffis · Kœstlach · Levoncourt · Liebsdorf · Ligsdorf · Linsdorf · Lucelle · Luemschwiller · Lutter · Mœrnach · Muespach · Muespach-le-Haut · Oberlarg · Obermorschwiller · Oltingue · Raedersdorf · Riespach · Roppentzwiller · Ruederbach · Saint-Bernard · Schwoben · Sondersdorf · Spechbach · Steinsoultz · Tagolsheim · Tagsdorf · Vieux-Ferrette · Waldighofen · Walheim · Werentzhouse · Willer · Winkel · Wittersdorf · Wolschwiller